# سرور نام
سرور نام (به انگلیسی: Name server) یک سرور سخت‌افزاری یا نرم‌افزاری است که در یک شبکه رایانه‌ای برای پاسخگویی به درخواست‌های سرویس دایرکتوری طراحی می‌شود. سرور نام معمولاً اعداد نشانی پروتکل اینترنت را به اسامی قابل خواندن توسط انسان تبدیل می‌کند.
سرورهای نام بخش کلیدی از زیرساخت اینترنت هستند و وظیفه آن‌ها تبدیل نام‌های دامنه (مانند www.wikipedia.org) به آدرس‌های IP (مانند 192.168.1.1) است که کامپیوترها برای شناسایی یکدیگر در شبکه استفاده می‌کنند. این فرآیند به کاربران اجازه می‌دهد تا به وب‌سایت‌ها و خدمات اینترنتی دسترسی پیدا کنند، بدون اینکه نیاز به حفظ آدرس‌های عددی پیچیده باشد.
سرورهای نام به دو دسته اصلی تقسیم می‌شوند:
1. سرورهای نام اصلی (Primary Name Servers): این سرورها اطلاعات مربوط به نام دامنه و آدرس‌های IP مربوط به آن را ذخیره می‌کنند. آن‌ها می‌توانند به عنوان منبع اصلی اطلاعات برای دامنه‌های خاص عمل کنند.
2. سرورهای نام ثانویه (Secondary Name Servers): این سرورها نسخه‌های پشتیبان از اطلاعات سرورهای نام اصلی هستند و در صورت عدم دسترسی به سرور اصلی، می‌توانند به درخواست‌های نام دامنه پاسخ دهند. این کار به افزایش قابلیت اطمینان و در دسترس بودن خدمات کمک می‌کند.
عملکرد سرورهای نام به صورت سلسله‌مراتبی طراحی شده است. وقتی کاربری آدرسی را در مرورگر خود وارد می‌کند، اولین درخواست به سرورهای نام محلی (DNS Resolver) ارسال می‌شود که سپس به سرورهای نام بالاتر در سلسله‌مراتب (به عنوان مثال، سرورهای نام دامنه‌های سطح بالا یا TLD) مراجعه می‌کند تا اطلاعات مورد نیاز را پیدا کند.
در نهایت، سرورهای نام نقش حیاتی در عملکرد صحیح و کارآمد اینترنت ایفا می‌کنند و بدون آن‌ها، دسترسی به وب‌سایت‌ها و خدمات آنلاین به شدت دشوار می‌شد.
از دیگر مزایای سرورهای نام می‌توان به مدیریت آسان دامنه‌ها، افزایش امنیت با استفاده از فناوری‌هایی مانند DNSSEC و بهبود عملکرد با استفاده از کشینگ (Caching) اشاره کرد.
به عنوان یک نتیجه، سرورهای نام نه تنها به تسهیل دسترسی به اطلاعات کمک می‌کنند، بلکه به بهبود تجربه کاربری در دنیای دیجیتال نیز می‌افزایند.